# José Luis Rey Vila
José Luis Rey Vila, né à Cadix le 18 octobre 1900 et mort à Paris le 26 mai 1983, est un peintre, graphiste et illustrateur andalou. Il est également connu sous le nom de SIM.

## Premières années à Cadix
Il est le fils de Julia Vila et de Luis Rey, douanier du port de Cadix. Il étudie à l’école catholique irlandaise de Gibraltar, The Christian Brothers School. À l'âge de 18 ans, il illustre pour la première fois un livre Cuentos de l’auteur hispano-suédoise Nica Lund-Bourn.

## Barcelone
À la fin de la guerre du Rif, José Luis Rey se rend à Barcelone. En 1924 et 1925, il travaille comme reporter graphique, illustrant des articles dans des journaux prestigieux comme La Esfera et Nuevo Mundo. En 1929, il reprend ses études artistiques et s’inscrit à l’École des Beaux-Arts de Barcelone, où il obtient plusieurs prix. Il entame une collaboration avec des journaux madrilènes, notamment El Sol et El Heraldo.
La période barcelonaise est aussi marquée par ses activités de graphiste. Il œuvre à plusieurs reprises pour la prestigieuse entreprise de vêtements Santa Eulàlia et crée des affiches et des catalogues dans le cadre de campagnes saisonnières entre 1925 et 1932. De 1932 à 1936, il officie pour la célèbre compagnie américaine Ford pour qui il réalise des illustrations. Affichiste, il privilégie la force de l’image à l’impact du slogan.
En 1936, il se rapproche de l’Union des illustrateurs professionnels (Sindicat de Dibuixants Professionals) où il entre en contact avec d’autres artistes parmi lesquels Antoni Clavé et Carles Fontserè.
Cette même année, il participe en tant qu’artiste à la Révolution sociale. Il réalise à cette occasion un album d’aquarelles Estampas de la revoluciòn española pour servir la propagande internationale. Chaque dessin est accompagné d’un commentaire en trois langues différentes : espagnol, anglais et français. Cet album a été publié par le CNT-FAI. Il a constitué avec la fresque de Picasso Guernica l’une des œuvres les plus célèbres de cette époque. Aux Etats-Unis, le magazine Life lui consacre un article.
En 1937, Grafos Colectivizada publie son album Doce Escenas de Guerra. Il auto-édite parallèlement España, Jornadas Heroicas de 1936. Cette période est également marquée par d’autres publications pour les revues artistiques Nova Iberia et Moments.
Ses publications engagées lui font courir des risques. Il adopte parfois le pseudonyme SIM. Le prétexte d’une visite à l’exposition internationale de Paris est utilisé pour quitter l’Espagne. Il décide de s’installer dans la capitale française. Il ouvre son atelier dans le quartier des Buttes-Chaumont.

## Paris
Pendant la guerre, il tente de témoigner par son œuvre de l'Occupation. Il signe alors Estampes de Paris. Il poursuit au lendemain de la Seconde Guerre mondiale sa carrière d’artiste et d’illustrateur. En 1949, il conçoit les images du livre de la princesse Rossetti Images d'Espagne.
Magdeleine Cluzel lui consacre un chapitre dans son livre Présences intitulé José Luis Rey Vila. Peintre et graveur espagnol. En 1953, il participe à la seconde Biennale Hispanoamericana de Arte de La Havane. A cette époque, il revendique son propre style sous le nom de « La Ligne Essentielle ».
Cette nouvelle manière caractérise l’album L’Armée Britannique qu’il réalise en 1957 à l'occasion de la visite de la reine d'Angleterre Elizabeth II à Paris et qu’il exposa à la Librairie Saint Germain.
En 1958, il illustre une édition de Don Quichotte de Cervantes et donne une conférence à l’Université de La Sorbonne sur la création de sa Ligne Essentielle qui est reproduite par Marcel Pryns dans la revue d'art bruxelloise Les Beaux Arts.
En 1962, il illustre avec Rasky et Trémois le livre d’Éve Barande : Oeillades à París. Le 22 février 1965, il expose son œuvre à la Galerie de la rue Paul Cézanne : Hommage à Churchill, son enterrement vu par Rey Vila.
Témoin de la révolution de mai 1968 à Paris, José Luis Rey réalise plusieurs dessins en noir et blanc et sanglants représentant les personnages de ce moment historique. En 1974, José Luis Rey illustre les œuvres complètes de Pierre Corneille.
Il poursuit son activité artistique jusqu'à sa mort à Paris en 1983.